# 商瑭
商瑭，字礼符，元朝曹州济阴（今山东省菏泽市）人，商挺第三子。
商瑭官至右卫屯田千户。任官一年，称病回家侍养至亲，当时才三十二岁。后回到乡里，筑室称之为晦道堂，取七世祖商宗弼所筑堂名。商宗弼是宋仁宗时的太子中舍人，五十岁挂冠归乡。